# Lorenzo di Credi
Lorenzo Sciarpelloni, dit Lorenzo di Credi, (vers 1459 à Florence - 12 janvier 1537 à Florence) est un peintre et un sculpteur italien de la Renaissance. 

## Biographie
Né dans la ville de Florence, Lorenzo est placé par son père, Andrea Sciarpelloni, dans l'atelier du maestro di Credi, un orfèvre habile de Florence, afin d'y apprendre l'orfèvrerie. Il dépasse rapidement tous les autres apprentis. C'est à partir de cette époque qu'il est connu sous le nom de Lorenzo di Credi.
« Poussé par une louable ambition » selon Vasari, il veut étudier la peinture auprès d'Andrea del Verrocchio et héritera de lui à sa mort. Les œuvres de sa maturité portent la marque de l'influence de Fra Bartolomeo, du Pérugin et du jeune Raphaël.

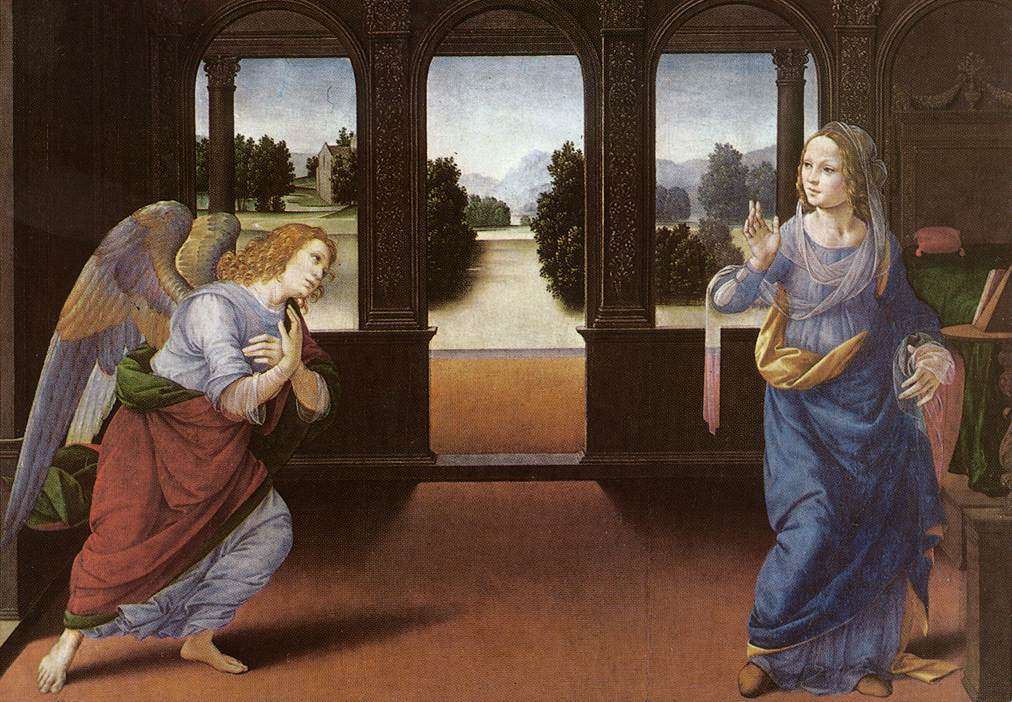
Annonciation, v. 1480, galerie des Offices.

Léonard de Vinci et Lorenzo di Credi ayant fréquenté l'atelier de Verrocchio, ils se sont mutuellement inspirés du maître, laissant paraître parfois des similitudes stylistiques. 
L'attribution de l'Annonciation du musée du Louvre continue d'être discutée entre les deux peintres. Il s'agirait de l'élément central de la prédelle du Retable de la Vierge avec saint Jean et saint Donat, commandé à Verrocchio pour le Duomo de Pistoia vers 1475-1478. Le panneau principal (in situ) et un élément de la prédelle Le Miracle de Saint Donat sont unanimement attribués à Lorenzo di Credi. Un autre panneau, La Naissance de saint Jean-Baptiste, est attribué au Pérugin qui travaillait en même temps qu'eux chez Verrocchio.
Selon Vasari, il se rendit plusieurs fois à Venise pour voir Verrochio qui y séjourna de 1479 à 1488, et à sa mort il y alla de nouveau pour ramener sa dépouille à Florence. C'est lors de l'un de ces voyages qu'il aurait apporté l'Adoration de l'Enfant de la Fondation Querini-Stampalia.
Giovanni Antonio Sogliani fut un de ses élèves.

## Œuvres

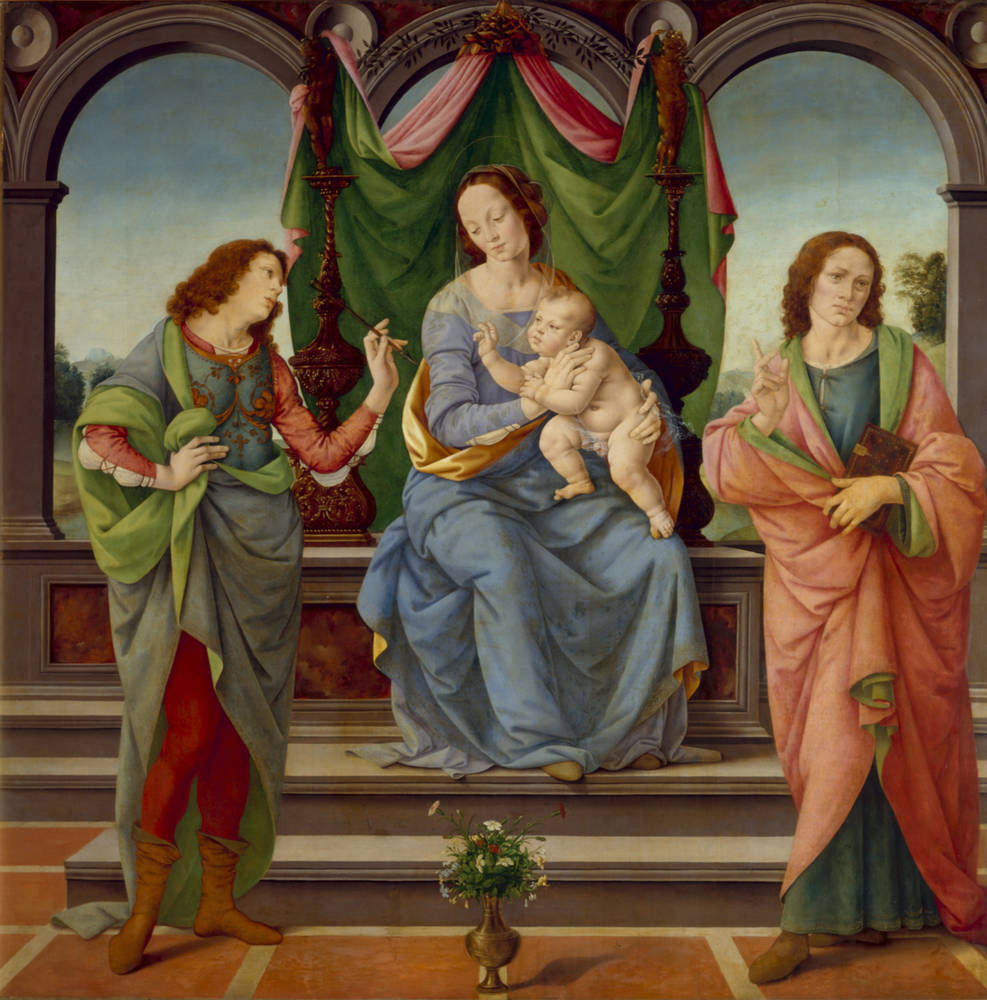
Madone et deux saints
1510-1520
Gemäldegalerie Alte Meister, Dresde

### Années 1470
- La Vierge et l'enfant et saint François, 1472
- Retable de la Vierge avec saint Jean et saint Donat, commandé à Verrocchio par les exécuteurs testamentaires de Donato de Médicis vers 1474-1486 pour la chapelle du Saint-Sacrement ou San Donato du dôme de Pistoie. Laissé inachevé par Verrocchio, il a été complété par ses élèves[3]. Il est aujourd'hui dispersé[4]. Panneaux attribués à Lorenzo di Credi : 
  - Madonna di Piazza, panneau central. L'évêque sur le côté de la Vierge a également été identifié  comme saint Zénon de Vérone.
  - Annonciation, élément central de la prédelle, 16 × 60 cm, attribution contestée avec Léonard de Vinci, musée du Louvre, Paris
  - Le Miracle de saint Donat d'Arezzo[5], 16,6 × 33,5 cm, Worcester Art Museum, Massachusetts.
  - Saint Jean Baptiste dans le désert, vers 1478-1485, huile sur bois, 16.4 x 33.4 cm, musée du Louvre, Paris[6].
- Vierge et l'Enfant Madone, Strasbourg, 1475, musée des Beaux-Arts de Strasbourg
- Madonna Dreyfus (copie de Léonard de Vinci ?), vers 1475-1480, National Gallery of Art, Washington

### Années 1480-1490
- Madone et le jeune St Jean Baptiste adorant l'Enfant, v. 1480, Pinacoteca Querini Stampalia, Venise
- L'Adoration de l'Enfant avec saint Jean-Baptiste enfant, 1480, technique mixte sur peuplier, diam. 86 cm, Staatliche Kunsthalle Karlsruhe
- Caterina Sforza, 1481-1483, Pinacoteca Civica di Forlì. Sa ressemblance avec la Mona Lisa de Léonard de Vinci a été soulignée.
- Annonciation, vers 1480-85, galerie des Offices, Florence
- Vierge à l'Enfant tenant une grenade, 1480-1485, musée Fesch, Ajaccio
- Sainte Famille, vers 1490, Gemäldegalerie Alte Meister, Dresde[7]
- La Vierge et l'Enfant entre saint Julien et saint Nicolas de Myre, 1494, musée du Louvre, Paris
- Vénus, v. 1493-1494, galerie des Offices, Florence
- Portrait de jeune fille[8], 1490-1500, 58,7 × 40 cm, Metropolitan Museum, New York

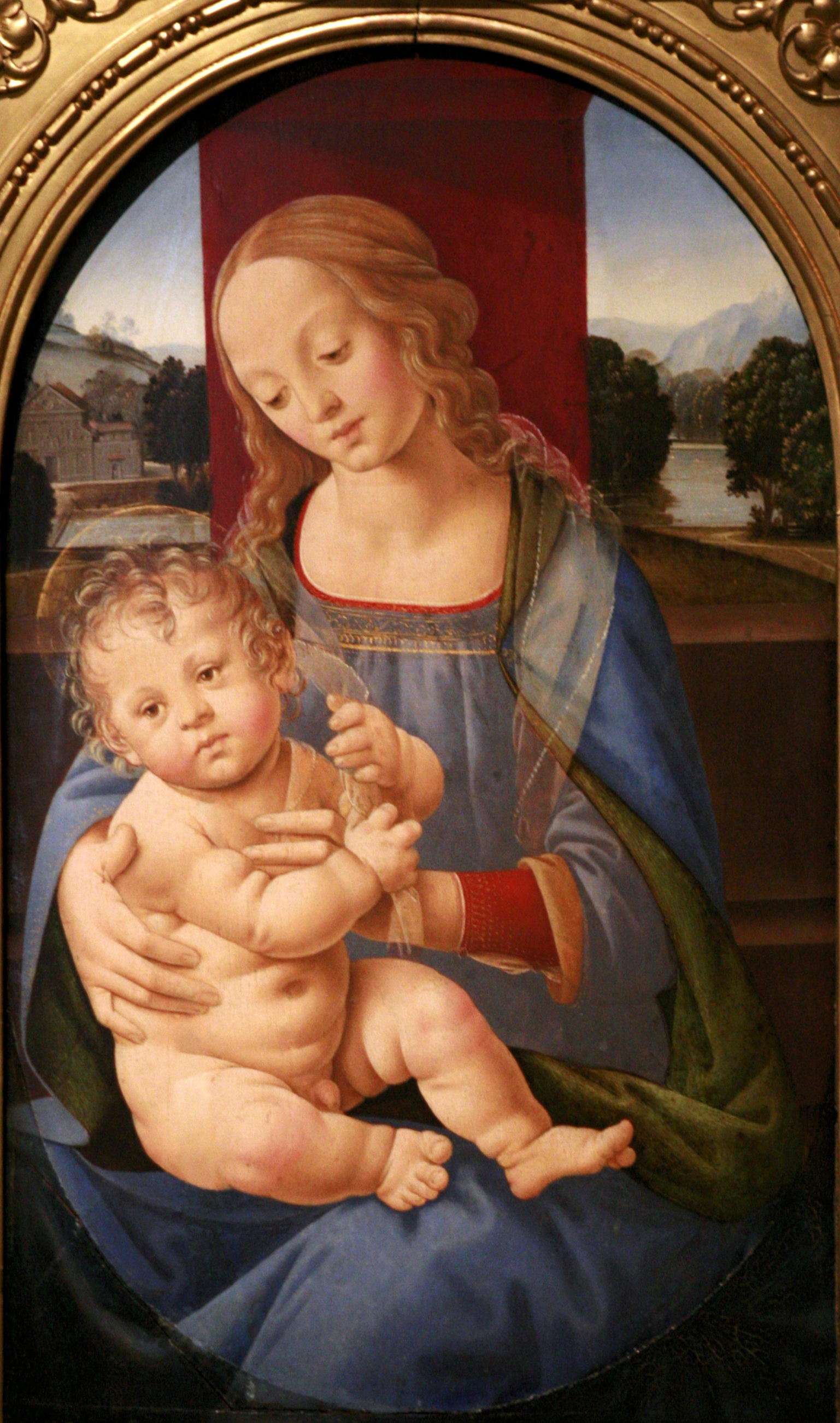
Vierge à l'Enfant, 1475 Beaux Arts de Strasbourg.
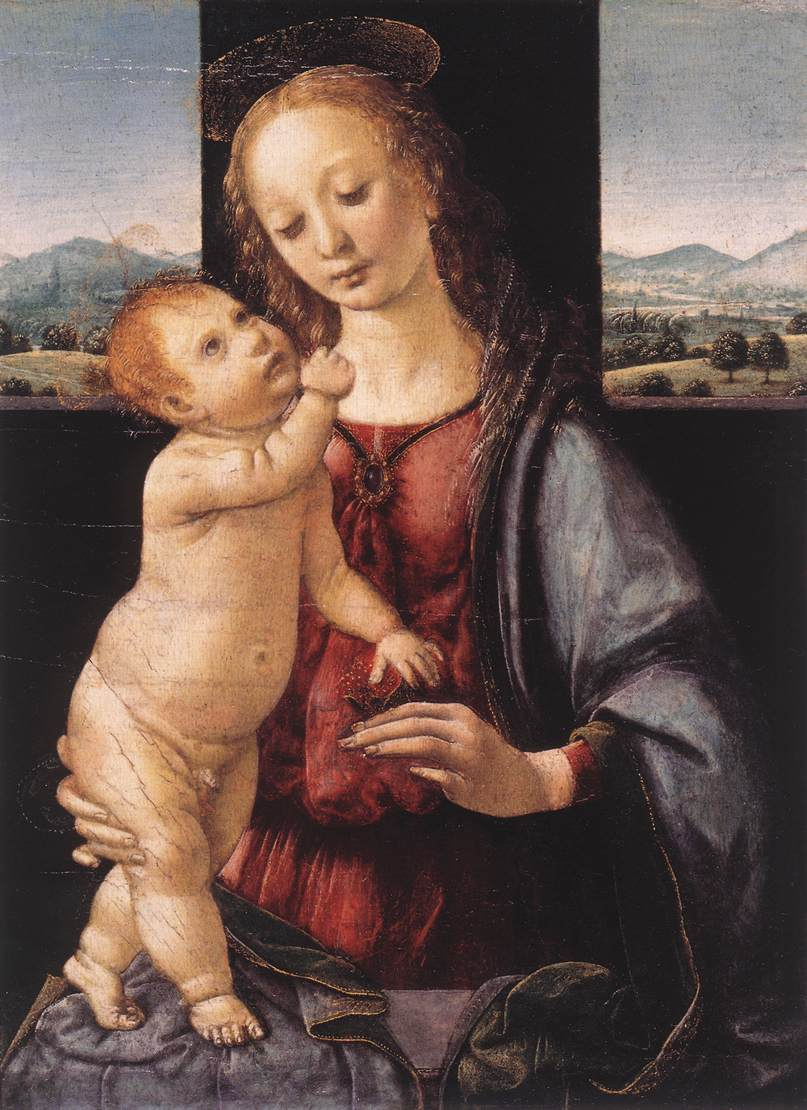
Madone Dreyfus, 1475-1480 National gallery of Art, Washington.
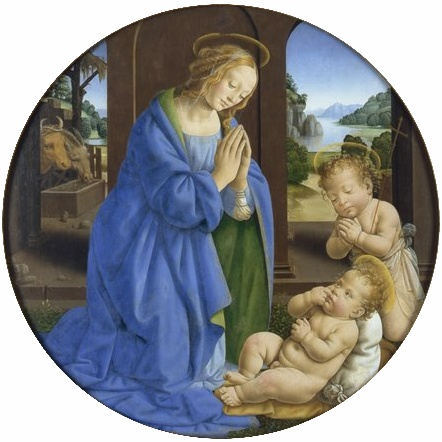
Adoration, 1480 Staatliche Kunsthalle Karlsruhe.
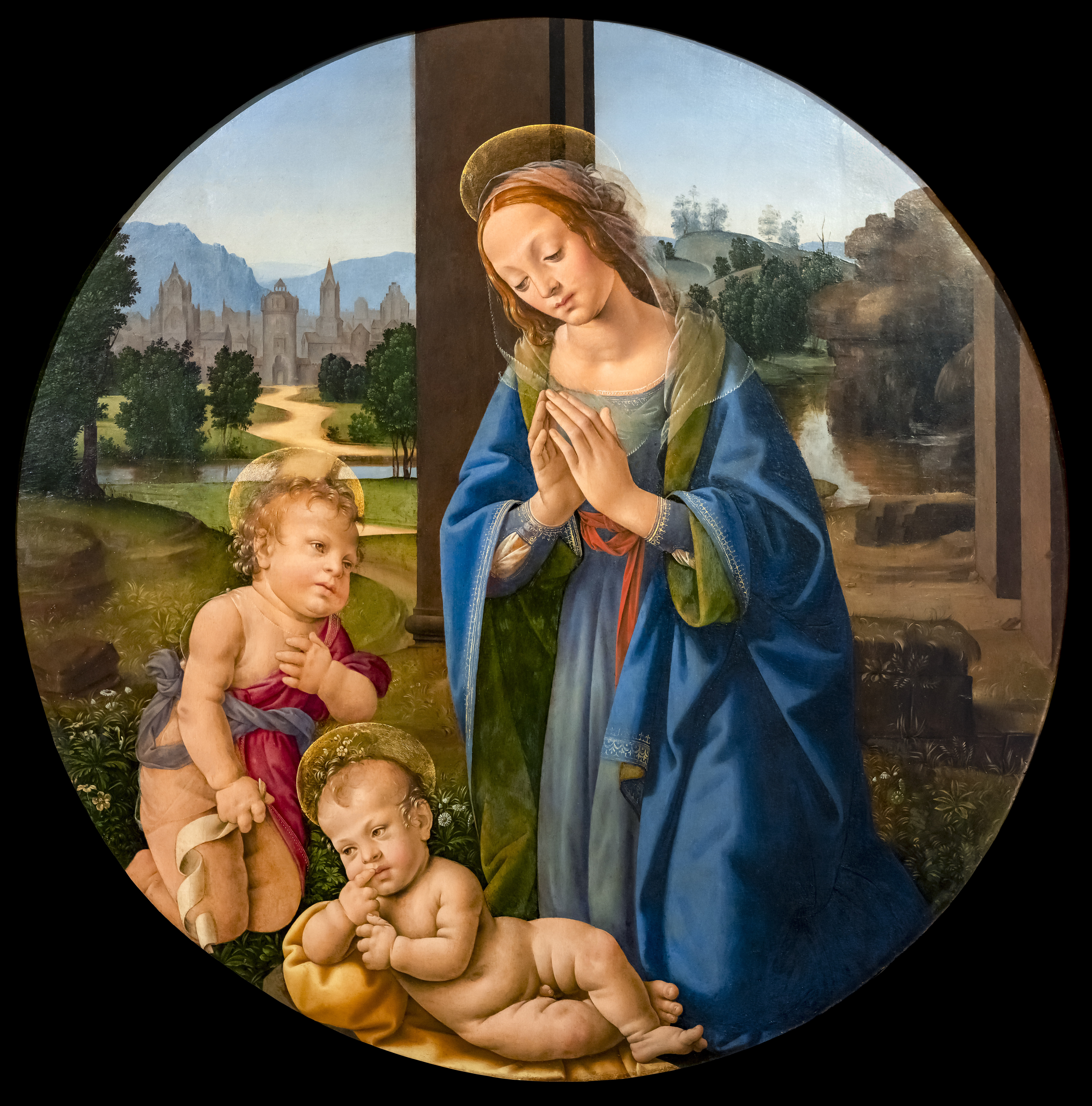
Madone et le jeune St Jean Baptiste adorant l'Enfant, v. 1480 Pinacoteca Querini Stampalia, Venise
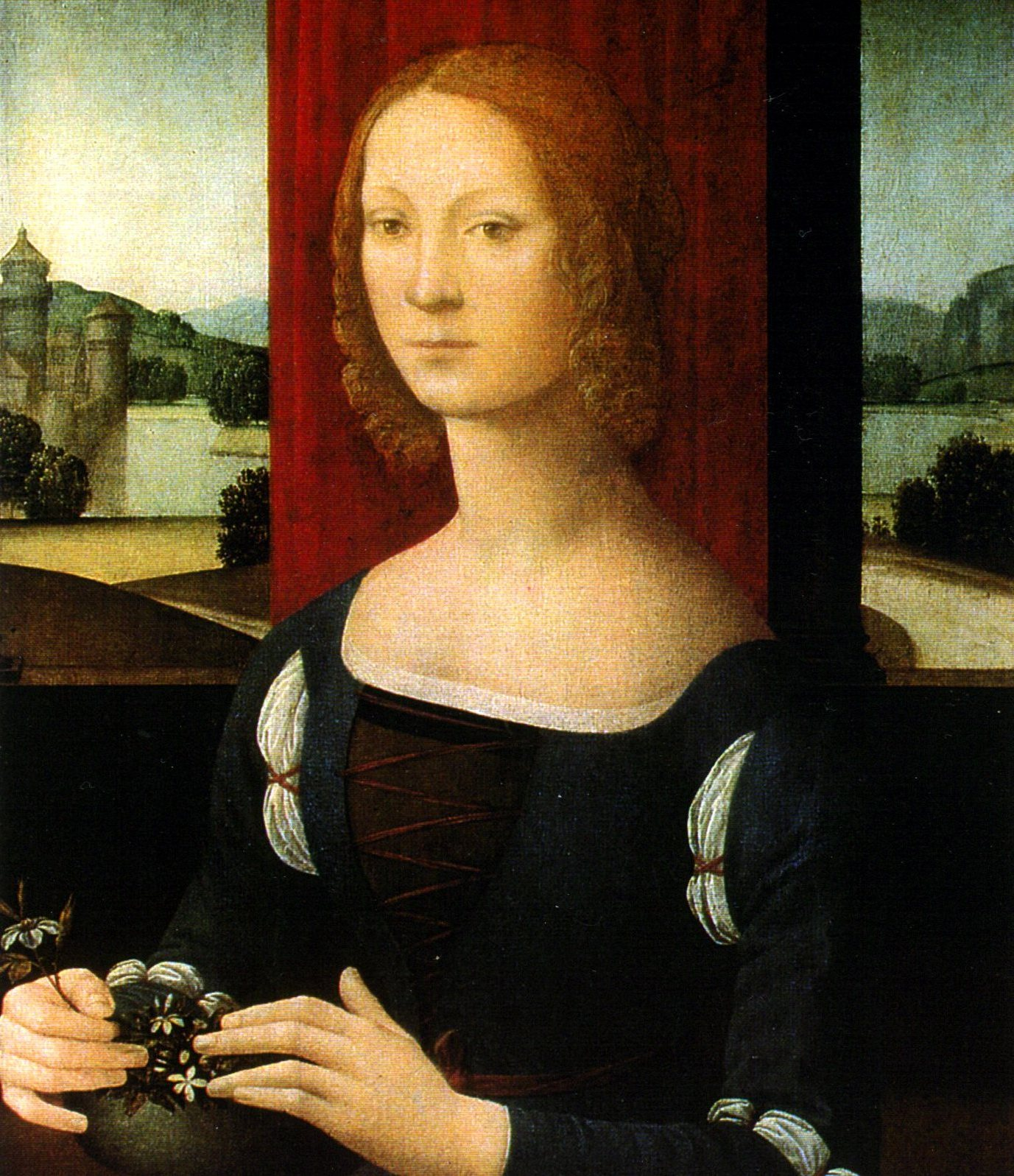
Portrait de Caterina Sforza, 1480-1481 Pinacothèque de Forlì.
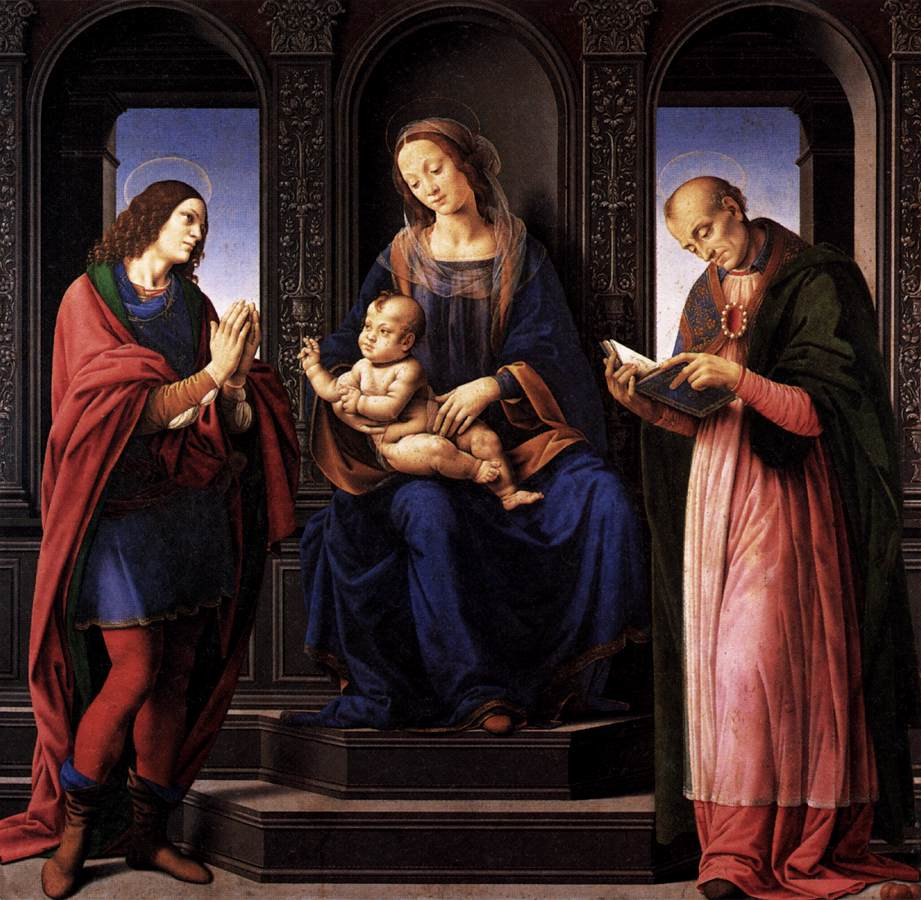
Madone entre les saints Julien et Nicolas de Myre, 1490-1492musée du Louvre.

### Années 1500-1520
- Portrait du Pérugin (attribution contestée avec Raphaël), vers 1504, galerie des Offices, Florence
- Adoration des bergers, v. 1510, galerie des Offices, Florence
- Adoration de l'Enfant, 1510, tempera sur bois, tondo de 88,9 cm, Albright-Knox Art Gallery, Buffalo.
- Élévation de Marie-Madeleine, v. 1510, Christian Museum, Hongrie[9]
- Adoration de l'Enfant, 1510-1520, musée Czartoryski, Cracovie
- Vierge à L'Enfant avec saint Jean-Baptiste, 1510-1520, huile sur peuplier, 37 × 27 cm, Gemäldegalerie Alte Meister, Dresde
- Madone et deux saints, 1510-1520, 175 × 176 cm, Gemäldegalerie Alte Meister, Dresde[10]
- Vierge à l'Enfant avec saint Jean-Baptiste et deux anges, 1510-1520, musée, collection Jean-Paul II, Varsovie
- Saint François d'Assise recevant les stigmates, musée Fesch, Ajaccio
- Vierge à l'Enfant, 1520, musée d'art de Cincinnati

On lui doit également un remaniement complet du retable de Fiesole de Fra Angelico, lors de la modernisation de son lieu d'exposition, l'église du couvent San Domenico.

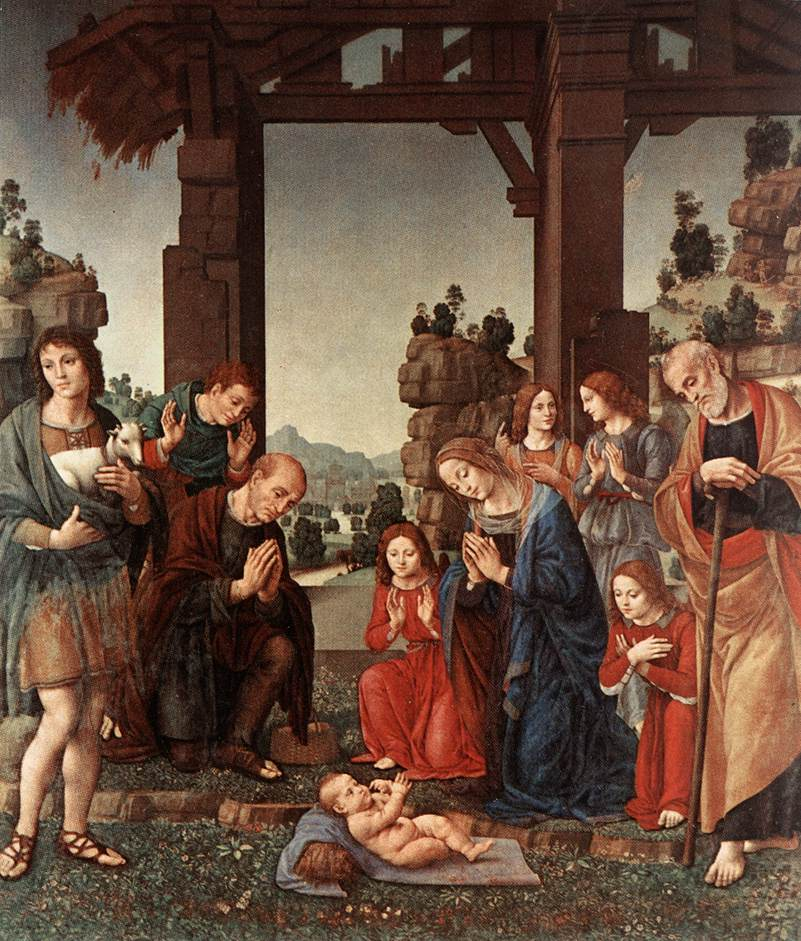
Adoration des bergers, v. 1510 galerie des Offices.
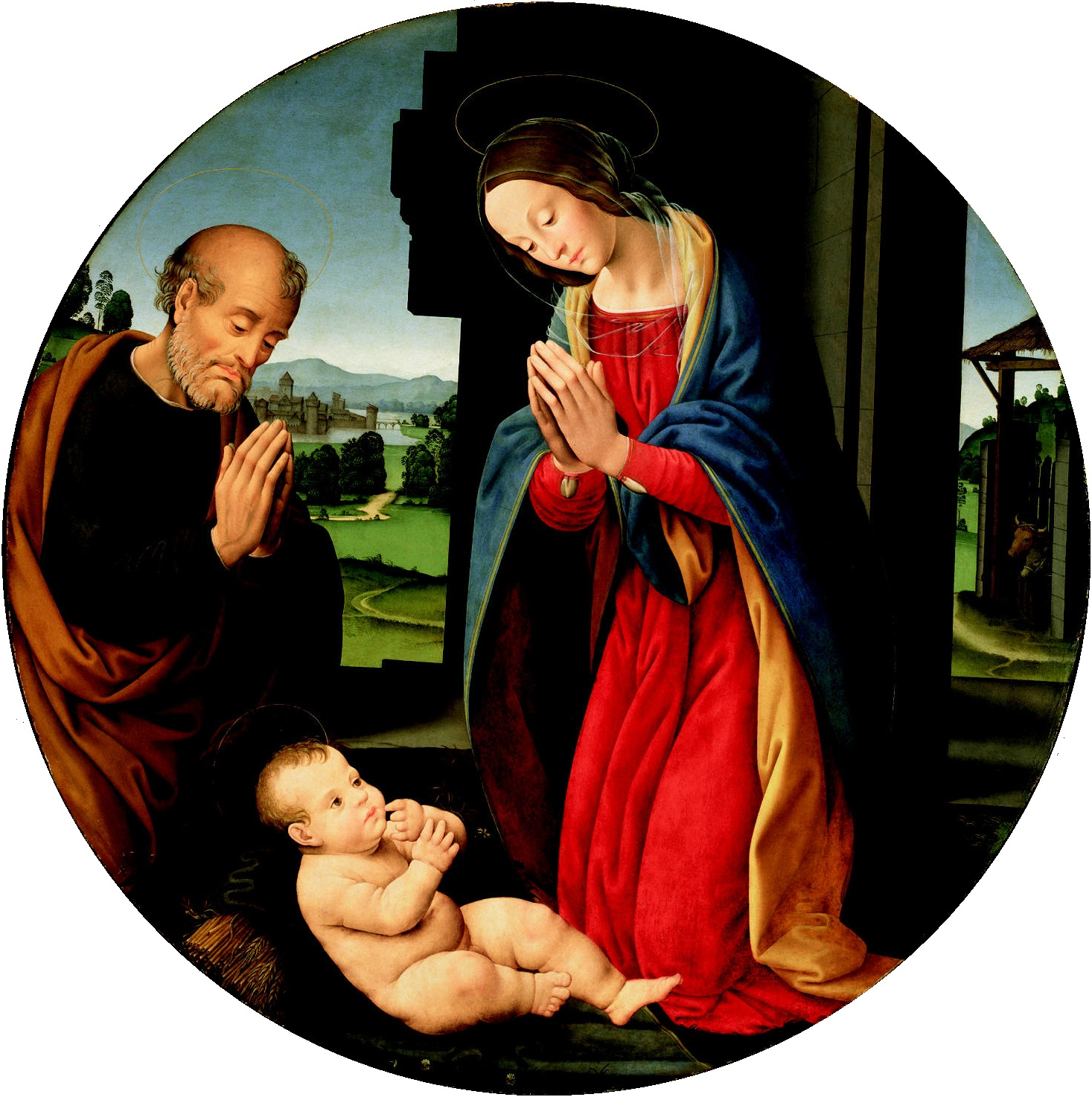
Adoration de l'Enfant, 1510 Albright Museum, Buffalo.
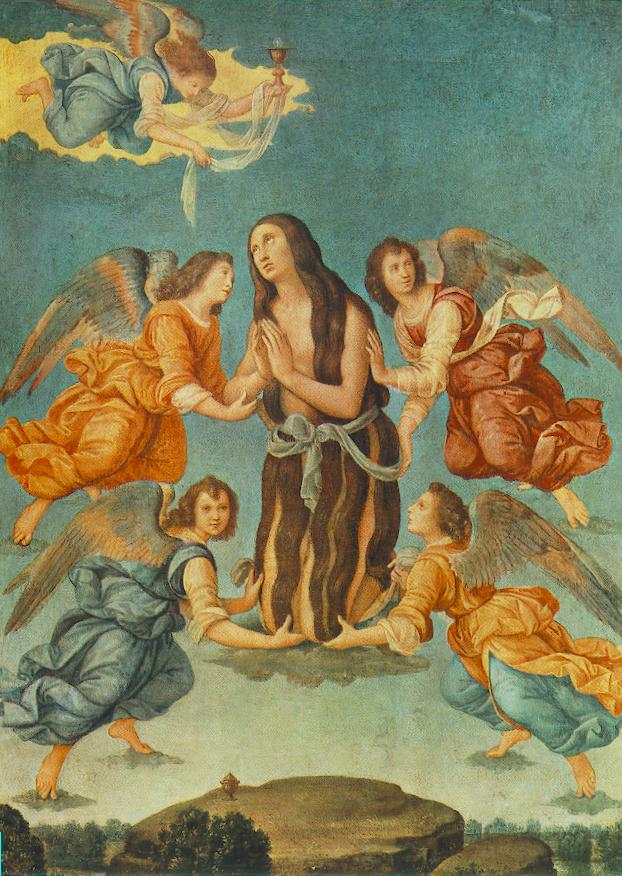
Marie-Madeleine, c. 1510, Christian Museum.
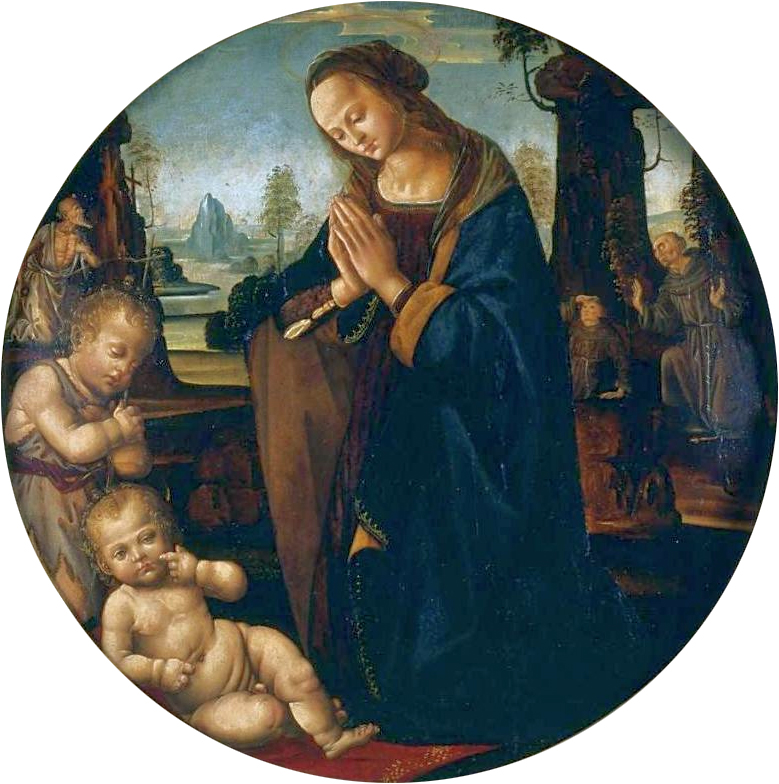
Adoration de l'Enfant 1510-1520 musée Czartoryski, Cracovie.
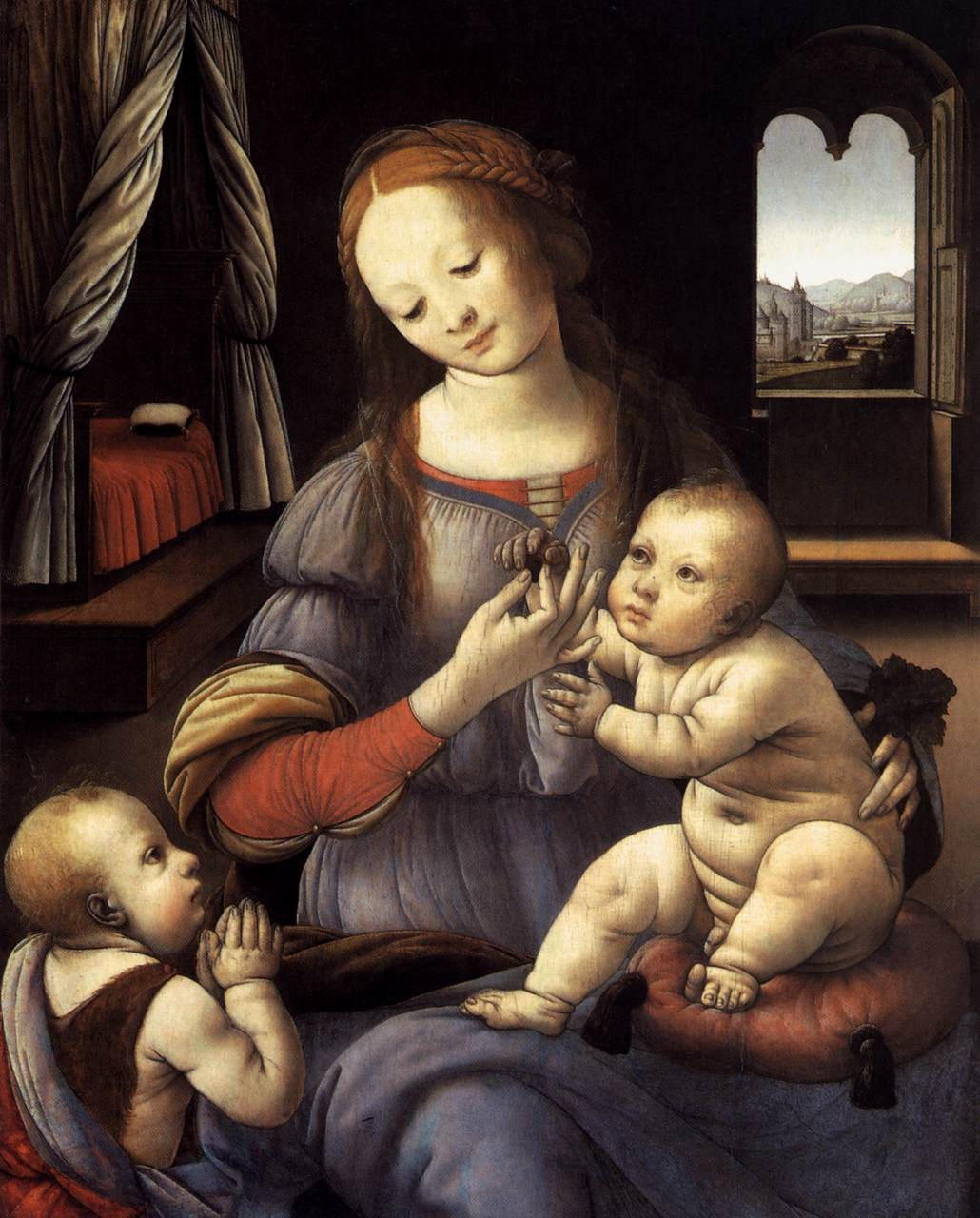
Madone avec saint Jean Baptiste, 1510-1520 Gemäldegalerie, Dresde.
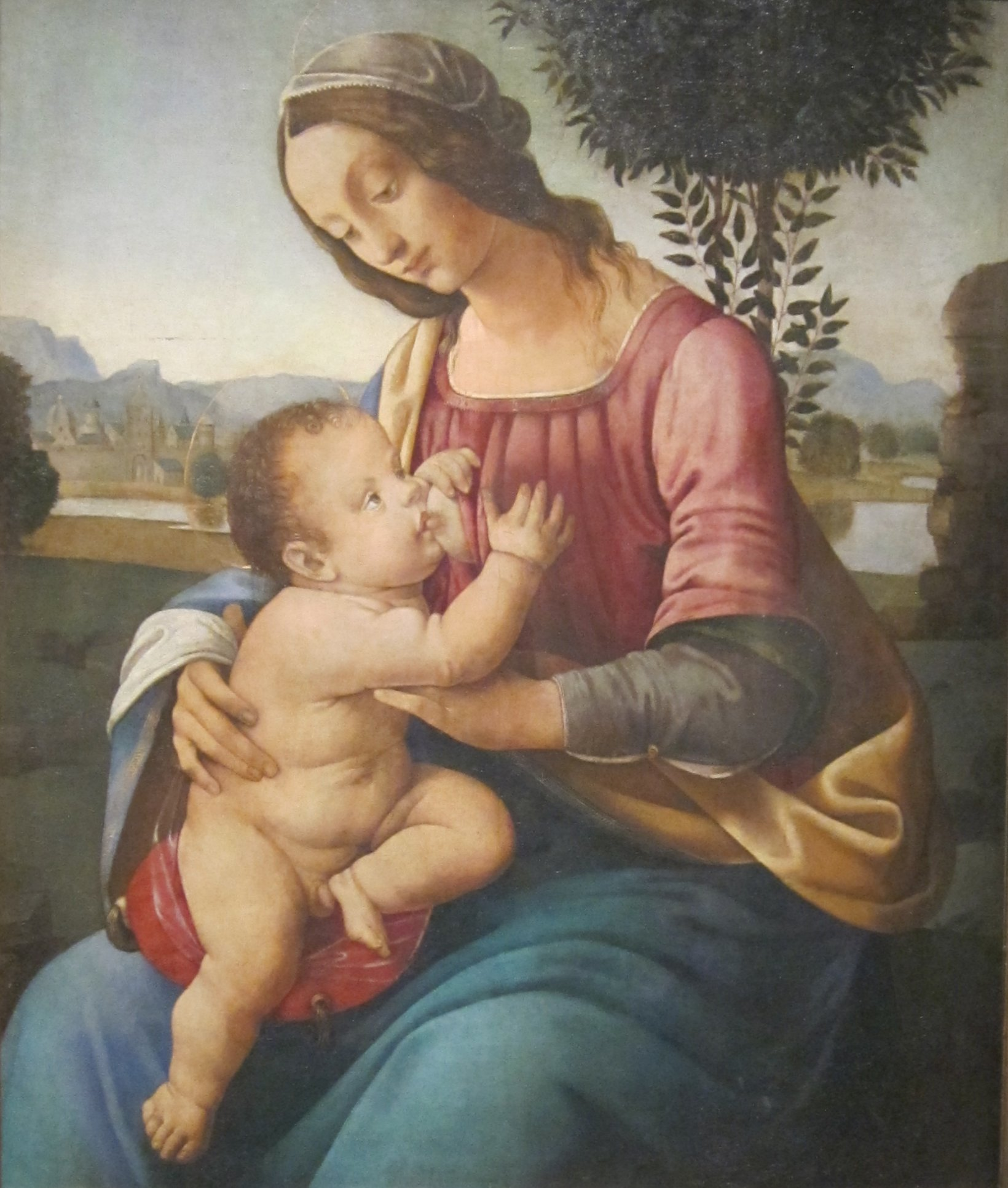
Madone, 1520 Cincinnati.